# Фомин, Игорь Акиндинович
И́горь Акинди́нович Фоми́н (р. 26 декабря 1939) — советский и российский физик-теоретик. Член-корреспондент РАН (2000), доктор физико-математических наук (1980). Индекс Хирша — 17.

## Биография
Кандидат физико-математических наук (1968; тема диссертации — «Исследование оптических и звуковых явлений в квантовых жидкостях»). Доктор физико-математических наук (1980; тема диссертации — «Нелинейная спиновая динамика сверхтекучих фаз гелия-3»).
Работал в Институте теоретической физики им. Л. Д. Ландау РАН; с 1993 года работает в Институте физических проблем им. П. Л. Капицы РАН, главный научный сотрудник.
Создал теорию магнитного возбуждения когерентных квантовых состояний и спиновой транспорта сверхтока и применил её (1984—1988) для объяснения результатов экспериментов, привёдших к открытию спиновой сверхтекучести.

## Премии
- Государственная премия России (1993), «за цикл работ по обнаружению и исследованию магнитной сверхтекучести» — совместно с В.-А. Боровиком-Романовым, Ю. Буньковым, В. Дмитриевым, Ю. Мухарским.[5]
- Премия имени А. Г. Столетова РАН (2005), за серию работ «Спиновые токи и когерентная прецессия намагниченности в нормальных ферми-жидкостях» — совместно с В. Дмитриевым.[6]
- Премия Фрица Лондона (2008), «за открытие и объяснение фазово когерентной спиновой прецессии и спиновой сверхтекучести в 3He-В» — совместно с Ю. Буньковым и В. Дмитриевым.[3]